# Merwedehaven (Dordrecht)

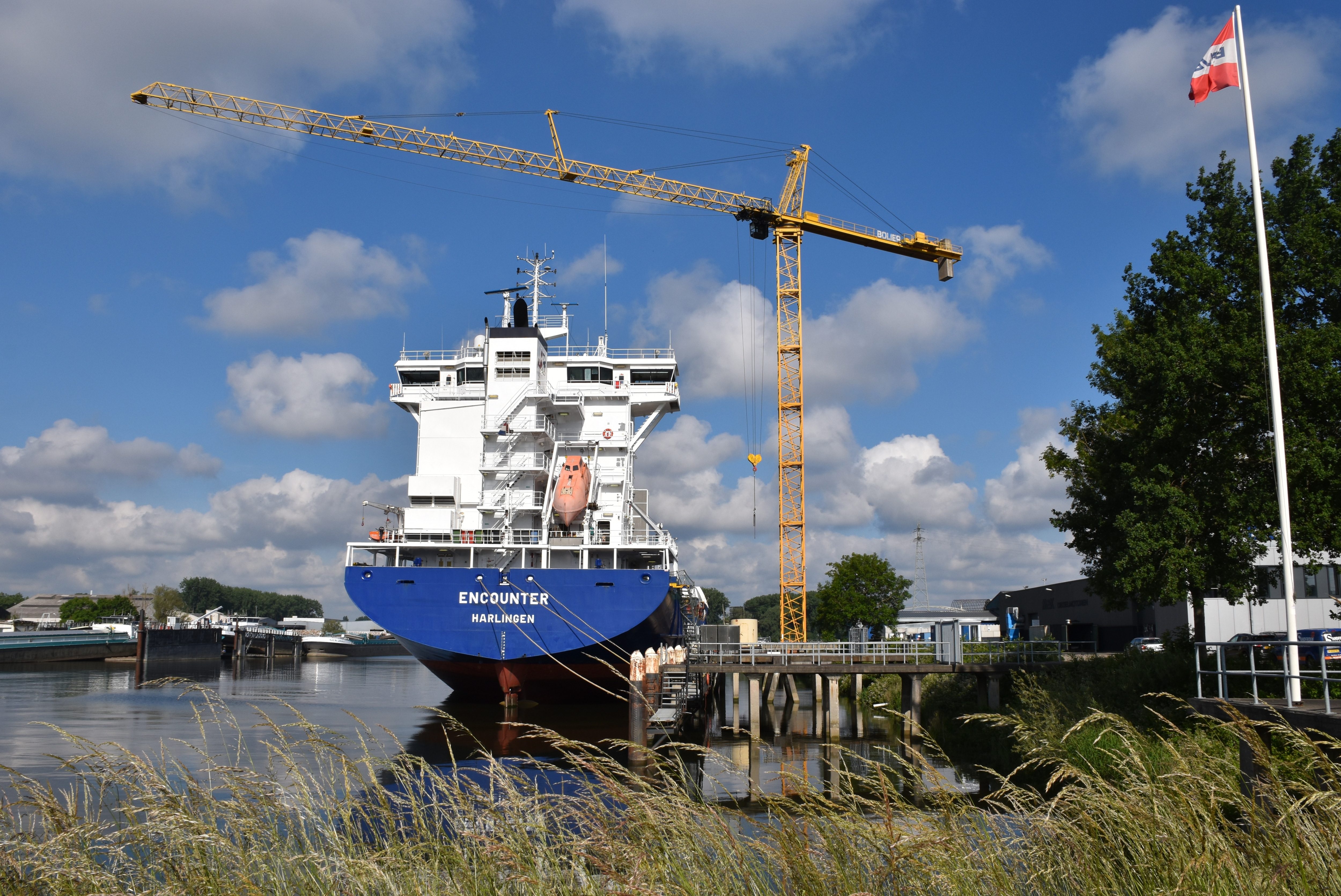
2e Merwedehaven, Dordrecht

De Merwedehavens, gelegen aan de Beneden-Merwede in de stad Dordrecht, in de Nederlandse provincie Zuid-Holland, zijn naast de zeehavens de belangrijkste binnenhavens van de gemeente. Het Merwedehavengebied omvat 150 hectare netto 'nat' bedrijventerrein. Tegenover de Merwedehavens ligt de haven van Papendrecht. De N3 loopt met de Merwedebrug over het havengebied.

## Havens
- De 1e Merwedehaven
- De 2e Merwedehaven
- De 3e Merwedehaven